# Liste der Hochschulen und Akademien im NS-Staat
Die Liste der Hochschulen und Akademien im NS-Staat umfasst Hochschulen und Akademien, die im NS-Staat, d. h. dem Deutschen Reich zur Zeit des Nationalsozialismus, bestanden.
Die Bedingungen der akademischen Lehre und Forschung in der NS-Zeit sind in den Artikeln Universität im Nationalsozialismus und Akademien der Wissenschaften in der NS-Zeit beschrieben.

## Aufteilung der Hochschulen auf die Gaue des Reiches

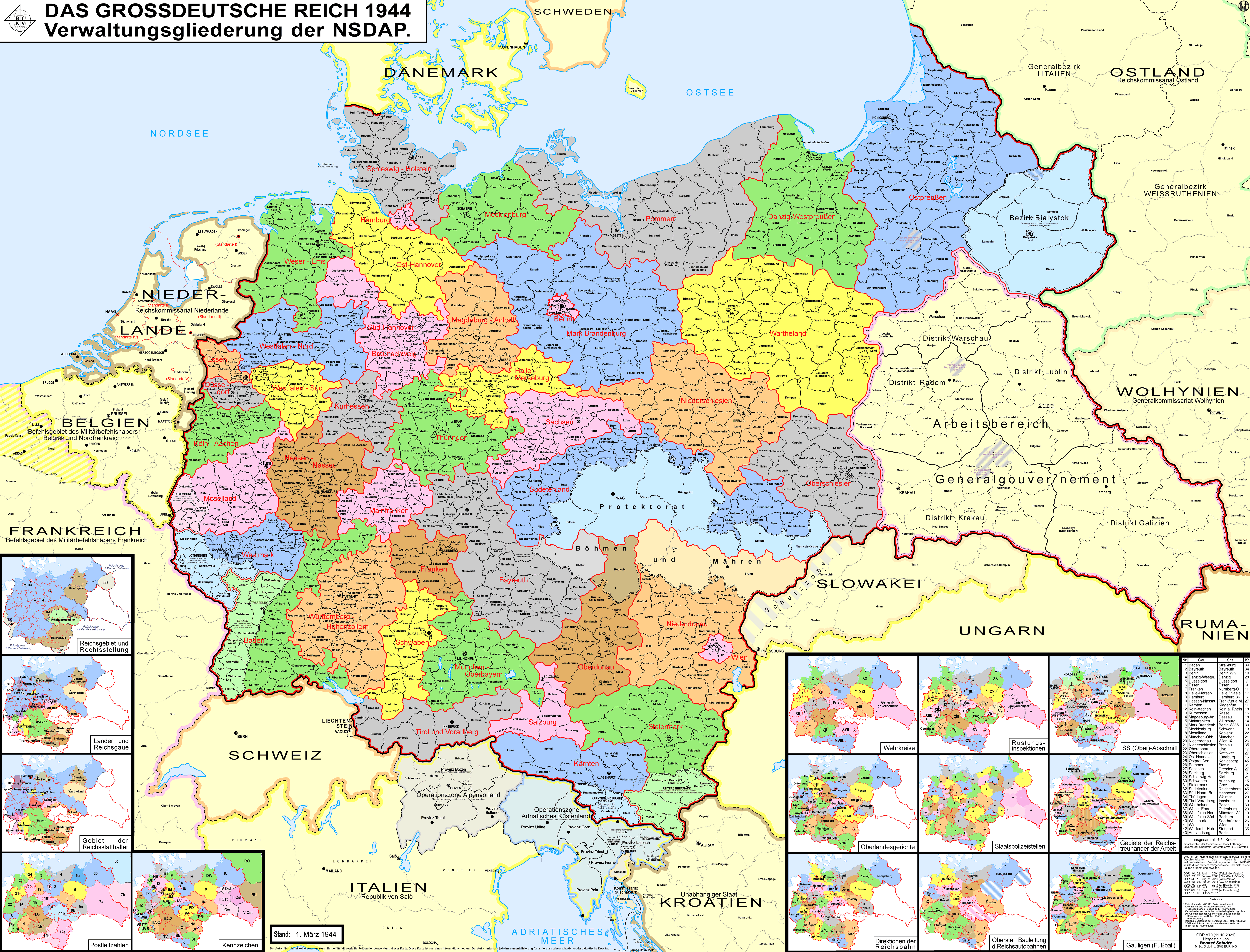
Gaue der NSDAP im Deutschen Reich im Jahr 1944

Im NS-Staat gab es verschiedene sich überlagernde und z. T. konkurrierende Verwaltungsgliederungen. Neben der bei der Machtergreifung übernommenen administrativen Aufteilung in Länder, deren Befugnisse weitgehend zur Reichsregierung, d. h. dem Kabinett Hitler, verlagert wurden, bestand eine verwaltungsgeographische Inkongruenz zur Verwaltungsgliederung der NSDAP, deren Instanzen ebenfalls ihre Befugnisse immer stärker ausweiteten.
Die Hochschulen unterstanden unmittelbar dem Reichsministerium für Wissenschaft, Erziehung und Volksbildung innerhalb der Reichsregierung. Einige Zuständigkeiten verblieben bei den Landesregierungen. Jedoch war der Rektor einer Hochschule als „Führer der Hochschule“ dem Reichswissenschaftsminister gegenüber allein verantwortlich. Einen großen Einfluss auf das Wesen der akademischen Lehre übten die Leiter und Gliederungen der NSDAP aus, deren größte Gebiete die Gaue waren. Dies erfolgte u. a. durch den Nationalsozialistischen Deutschen Dozentenbund und die Reichsstudentenführung. An leitender Stelle hatte der für einen Gau zuständige „Gaudozentenführer“ die Aufgabe, die Hochschulen in seinem Hoheitsbereich im Sinne der NS-Ideologie auszurichten. Ein weiteres frühes Instrument war die Hochschulkommission der NSDAP.
In unterschiedlichem Ausmaß wurden die zur NS-Zeit begonnenen Hochschulgründungen, das heißt v. a. die Reichsuniversität Posen, die Hohe Schule der NSDAP und die Technische Hochschule Linz, realisiert. Weitere akademische Einrichtungen, die von Grund auf explizit nationalsozialistisch sein sollten, waren die SS-Ahnenerbe-Institute, die unter der Ägide der Forschungsgemeinschaft Deutsches Ahnenerbe begründet wurden, und ebenfalls bei Kriegsende in unterschiedlichem Ausmaß realisiert waren.

## Liste
| Name der Hochschule                                                            | Form                  | Stadt                                                                     | Gründung                                                             | Gau, Reichsgau oder Protektorat (Gaudozentenführer)                                                                 |
| ------------------------------------------------------------------------------ | --------------------- | ------------------------------------------------------------------------- | -------------------------------------------------------------------- | --- |
| Universität Wien                                                               | Universität           | Wien                                                                      | 1365                                                                 | Reichsgau Wien (Kurt Knoll, 1939–45)                                                                                |
| Ruprecht-Karls-Universität Heidelberg                                          | Universität           | Heidelberg                                                                | 1386                                                                 | Gau Baden (Ernst Krieck, ab 1935)                                                                                   |
| Universität Leipzig                                                            | Universität           | Leipzig                                                                   | 1409                                                                 | Gau Sachsen (Artur Knick Georg Beck, 1939–41 Max Clara, 1941–42 Rudolf Heinz, 1943–45 Kurt Säuberlich, 1945)        |
| Universität Rostock                                                            | Universität           | Rostock                                                                   | 1419                                                                 | Gau Mecklenburg (Ernst Heinrich Brill, 1935–37 Heinrich Gißel, 1937–44 Kurt Neubert, 1944 Hans Grebe, 1944–45)      |
| Ernst-Moritz-Arndt-Universität Greifswald                                      | Universität           | Greifswald                                                                | 1456                                                                 | Gau Pommern (Otto Stickl, ab 1936 Karl Reschke Kurt Wilhelm-Kästner, 1941–42 Carl Engel, 1942–45)                   |
| Albert-Ludwigs-Universität Freiburg                                            | Universität           | Freiburg im Breisgau                                                      | 1457                                                                 | Gau Baden (Ernst Krieck, ab 1935)                                                                                   |
| Eberhard Karls Universität Tübingen                                            | Universität           | Tübingen                                                                  | 1477                                                                 | Gau Württemberg-Hohenzollern (Rudolf Weigel)                                                                        |
| Martin-Luther-Universität Halle-Wittenberg                                     | Universität           | Halle an der Saale                                                        | 1694 (Wittenberg 1502)                                               | Gau Halle-Merseburg (Wilhelm Wagner, 1935–45 Johannes Weigelt, 1945)                                                |
| Philipps-Universität Marburg                                                   | Universität           | Marburg                                                                   | 1527                                                                 | Gau Kurhessen (Kurt Düring)                                                                                         |
| Albertus-Universität Königsberg                                                | Universität           | Königsberg                                                                | 1544                                                                 | Gau Ostpreußen (Hans-Bernhard von Grünberg, 1935–39)                                                                |
| Friedrich-Schiller-Universität Jena                                            | Universität           | Jena                                                                      | 1558                                                                 | Gau Thüringen (Karl Astel, 1938–45)                                                                                 |
| Julius-Maximilians-Universität Würzburg                                        | Universität           | Würzburg                                                                  | 1582 (Erstgründung 1402)                                             | Gau Mainfranken (Wilhem Gröschel, ab 1937)                                                                          |
| Universität Graz                                                               | Universität           | Graz                                                                      | 1585                                                                 | Reichsgau Steiermark (Adolf Härtel Armin Dadieu, 1943–45)                                                           |
| Justus-Liebig-Universität Gießen                                               | Universität           | Gießen                                                                    | 1607                                                                 | Gau Hessen-Nassau (Enno Freerksen Heinrich Cordes, 1939 Heinrich Guthmann, 1940–44 Heinrich Wilhelm Kranz, 1944–45) |
| Christian-Albrechts-Universität zu Kiel                                        | Universität           | Kiel                                                                      | 1665                                                                 | Gau Schleswig-Holstein (Hanns Löhr, 1935–41 Johannes Leonhardt)                                                     |
| Universität Innsbruck                                                          | Universität           | Innsbruck                                                                 | 1669                                                                 | Reichsgau Tirol-Vorarlberg (Ludwig Kofler, ab 1938)                                                                 |
| Universität Breslau                                                            | Universität           | Breslau                                                                   | 1702                                                                 | Gau Niederschlesien (Walter Blumenberg, 1935–36 Erwin Ferber, 1936–45)                                              |
| Georg-August-Universität Göttingen                                             | Universität           | Göttingen                                                                 | 1734                                                                 | Gau Südhannover-Braunschweig (Arthur Schürmann, 1935–1942 Helmut Pfannmüller, 1942–45)                              |
| Friedrich-Alexander-Universität Erlangen-Nürnberg                              | Universität           | Erlangen, Nürnberg                                                        | 1743                                                                 | Gau Franken (Hans Molitoris)                                                                                        |
| Friedrich-Wilhelms-Universität zu Berlin                                       | Universität           | Berlin                                                                    | 1809                                                                 | Gau Berlin (Willi Willing, 1935–44 Heinz Zeiss, 1944–45)                                                            |
| Rheinische Friedrich-Wilhelms-Universität Bonn                                 | Universität           | Bonn                                                                      | 1818                                                                 | Gau Köln-Aachen (Karl F. Chudoba, 1938–45)                                                                          |
| Ludwig-Maximilians-Universität München                                         | Universität           | München                                                                   | 1826 (Ingolstadt 1472)                                               | Gau München-Oberbayern (Wilhelm Führer, 1935–39 Julius Schulte-Frohlinde)                                           |
| Deutsche Universität Prag                                                      | Universität           | Prag                                                                      | 1882 (1348 als Karls-Universität)                                    | Protektorat Böhmen und Mähren (Konrad Bernhauer Alfred Buntru, 1943–45, eigtl. für den Reichsgau Sudetenland)       |
| Reichsuniversität Straßburg                                                    | Universität           | Straßburg                                                                 | 1941 (Erstgründung als Universität Straßburg 1621, Neugründung 1872) | CdZ-Gebiet Elsass (verwaltet durch den Gauleiter v. Baden) (Gaudozentenführer Ernst Krieck, ab 1935)                |
| Westfälische Wilhelms-Universität Münster                                      | Universität           | Münster                                                                   | 1902 (Erstgründung 1780)                                             | Gau Westfalen-Nord (Julius K. Mayr, 1934–37 Hellmut Becher, 1941–45)                                                |
| Johann Wolfgang Goethe-Universität Frankfurt am Main                           | Universität           | Frankfurt am Main                                                         | 1914                                                                 | Gau Hessen-Nassau (Enno Freerksen Heinrich Cordes, 1939 Heinrich Guthmann, 1940–44 Heinrich Wilhelm Kranz, 1944–45) |
| Universität zu Köln                                                            | Universität           | Köln                                                                      | 1919 (Erstgründung 1388)                                             | Gau Köln-Aachen (Karl F. Chudoba, 1938–45)                                                                          |
| Universität Hamburg                                                            | Universität           | Hamburg                                                                   | 1919                                                                 | Gau Hamburg (Johann Frers, 1937, 1939 Edgar Irmscher, 1938 Georg Anschütz, 1939–45)                                 |
| Reichsuniversität Posen                                                        | Universität           | Posen                                                                     | 1941                                                                 | Reichsgau Wartheland (Hanns Streit, 1941–45)                                                                        |
| Hohe Schule der NSDAP                                                          | Universität           | Chieming (geplant) (realisiert wurden Institute in verschiedenen Städten) | 1940 (Auftrag)                                                       | Gau München-Oberbayern (Wilhelm Führer, 1935–39 Julius Schulte-Frohlinde)                                           |
| Technische Hochschule Braunschweig                                             | Technische Hochschule | Braunschweig                                                              | 1745                                                                 | Gau Südhannover-Braunschweig (Arthur Schürmann, 1935–1942 Helmut Pfannmüller, 1942–45)                              |
| Deutsche Technische Hochschule Prag                                            | Technische Hochschule | Prag                                                                      | 1806                                                                 | Protektorat Böhmen und Mähren (Konrad Bernhauer Alfred Buntru, 1943–45, eigtl. für den Reichsgau Sudetenland)       |
| Technische Hochschule Graz                                                     | Technische Hochschule | Graz                                                                      | 1811                                                                 | Reichsgau Steiermark (Adolf Härtel Armin Dadieu, 1943–45)                                                           |
| Technische Hochschule Wien                                                     | Technische Hochschule | Wien                                                                      | 1815                                                                 | Reichsgau Wien (Kurt Knoll, 1939–45)                                                                                |
| Technische Hochschule Karlsruhe                                                | Technische Hochschule | Karlsruhe                                                                 | 1825                                                                 | Gau Württemberg-Hohenzollern (Rudolf Weigel)                                                                        |
| Technische Hochschule Dresden                                                  | Technische Hochschule | Dresden                                                                   | 1828                                                                 | Gau Sachsen (Artur Knick Georg Beck, 1939–41 Max Clara, 1941–42 Rudolf Heinz, 1943–45 Kurt Säuberlich, 1945)        |
| Technische Hochschule Stuttgart                                                | Technische Hochschule | Stuttgart                                                                 | 1829                                                                 | Gau Württemberg-Hohenzollern (Rudolf Weigel)                                                                        |
| Technische Hochschule Hannover                                                 | Technische Hochschule | Hannover                                                                  | 1831                                                                 | Gau Südhannover-Braunschweig (Arthur Schürmann, 1935–1942 Helmut Pfannmüller, 1942–45)                              |
| Deutsche Technische Hochschule Brünn                                           | Technische Hochschule | Brünn                                                                     | 1849                                                                 | Protektorat Böhmen und Mähren (Konrad Bernhauer Alfred Buntru, 1943–45, eigtl. für den Reichsgau Sudetenland)       |
| Technische Hochschule München                                                  | Technische Hochschule | München                                                                   | 1868                                                                 | Gau München-Oberbayern (Wilhelm Führer, 1935–39 Julius Schulte-Frohlinde)                                           |
| Technische Hochschule Aachen                                                   | Technische Hochschule | Aachen                                                                    | 1870                                                                 | Gau Köln-Aachen (Karl F. Chudoba, 1938–45)                                                                          |
| Technische Hochschule Darmstadt                                                | Technische Hochschule | Darmstadt                                                                 | 1877                                                                 | Gau Hessen-Nassau (Enno Freerksen Heinrich Cordes, 1939 Heinrich Guthmann, 1940–44 Heinrich Wilhelm Kranz, 1944–45) |
| Technische Hochschule zu Berlin                                                | Technische Hochschule | Berlin                                                                    | 1879                                                                 | Gau Berlin (Willi Willing, 1935–44 Heinz Zeiss, 1944–45)                                                            |
| Technische Hochschule Danzig                                                   | Technische Hochschule | Danzig                                                                    | 1904                                                                 | Reichsgau Danzig-Westpreußen                                                                                        |
| Technische Hochschule Breslau                                                  | Technische Hochschule | Breslau                                                                   | 1910                                                                 | Gau Niederschlesien (Walter Blumenberg, 1935–36 Erwin Ferber, 1936–45)                                              |
| Technische Hochschule Linz                                                     | Technische Hochschule | Linz                                                                      | 1943 (rudimentärer Betrieb)                                          | Reichsgau Oberdonau                                                                                                 |
| Staatliche Akademie Braunsberg                                                 | Hochschule            | Braunsberg                                                                | 1568 als Priesterseminar                                             | Gau Ostpreußen (Hans-Bernhard von Grünberg, 1935–39)                                                                |
| Deutsche Akademie der Naturforscher Leopoldina                                 | Akademie              | Halle an der Saale                                                        | 1652                                                                 | Gau Halle-Merseburg (Wilhelm Wagner, 1935–45 Johannes Weigelt, 1945)                                                |
| Akademie der bildenden Künste in der Stadt der Reichsparteitage                | Akademie              | Nürnberg                                                                  | 1662                                                                 | Gau Franken (Hans Molitoris)                                                                                        |
| Preußische Akademie der Künste                                                 | Akademie              | Berlin                                                                    | 1696                                                                 | Gau Berlin (Willi Willing, 1935–44 Heinz Zeiss, 1944–45)                                                            |
| Preußische Akademie der Wissenschaften                                         | Akademie              | Berlin                                                                    | 1700                                                                 | Gau Berlin (Willi Willing, 1935–44 Heinz Zeiss, 1944–45)                                                            |
| Akademie gemeinnütziger Wissenschaften zu Erfurt                               | Akademie              | Erfurt                                                                    | 1754                                                                 | Gau Thüringen (Karl Astel, 1938–45)                                                                                 |
| Akademie der Wissenschaften in Göttingen                                       | Akademie              | Göttingen                                                                 | 1751                                                                 | Gau Südhannover-Braunschweig (Arthur Schürmann, 1935–1942 Helmut Pfannmüller, 1942–45)                              |
| Bayerische Akademie der Wissenschaften                                         | Akademie              | München                                                                   | 1759                                                                 | Gau München-Oberbayern (Wilhelm Führer, 1935–39 Julius Schulte-Frohlinde)                                           |
| Staatliche Akademie für graphische Künste und Buchgewerbe                      | Kunsthochschule       | Leipzig                                                                   | 1764                                                                 | Gau Sachsen (Artur Knick Georg Beck, 1939–41 Max Clara, 1941–42 Rudolf Heinz, 1943–45 Kurt Säuberlich, 1945)        |
| Akademie der bildenden Künste Dresden                                          | Kunsthochschule       | Dresden                                                                   | 1764                                                                 | Gau Sachsen (Artur Knick Georg Beck, 1939–41 Max Clara, 1941–42 Rudolf Heinz, 1943–45 Kurt Säuberlich, 1945)        |
| Bergakademie Freiberg                                                          | Akademie              | Freiberg                                                                  | 1765                                                                 | Gau Sachsen (Artur Knick Georg Beck, 1939–41 Max Clara, 1941–42 Rudolf Heinz, 1943–45 Kurt Säuberlich, 1945)        |
| Kunstakademie Düsseldorf                                                       | Kunsthochschule       | Düsseldorf                                                                | 1773                                                                 | Gau Düsseldorf |
| Technische Spezialhochschule Clausthal                                         | Hochschule            | Clausthal-Zellerfeld                                                      | 1775                                                                 | Gau Südhannover-Braunschweig (Arthur Schürmann, 1935–1942 Helmut Pfannmüller, 1942–45)                              |
| Tierärztliche Hochschule Hannover                                              | Hochschule            | Hannover                                                                  | 1778                                                                 | Gau Südhannover-Braunschweig (Arthur Schürmann, 1935–1942 Helmut Pfannmüller, 1942–45)                              |
| Akademie der Bildenden Künste München                                          | Kunsthochschule       | München                                                                   | 1808                                                                 | Gau München-Oberbayern (Wilhelm Führer, 1935–39 Julius Schulte-Frohlinde)                                           |
| Staatliche Hochschule für Bildende Künste – Städelschule                       | Kunsthochschule       | Frankfurt am Main                                                         | 1817                                                                 | Gau Hessen-Nassau (Enno Freerksen Heinrich Cordes, 1939 Heinrich Guthmann, 1940–44 Heinrich Wilhelm Kranz, 1944–45) |
| Reichshochschule für Musik Wien                                                | Musikhochschule       | Wien                                                                      | 1817                                                                 | Reichsgau Wien (Kurt Knoll, 1939–45)                                                                                |
| Landwirtschaftliche Hochschule Hohenheim                                       | Hochschule            | Stuttgart                                                                 | 1818                                                                 | Gau Württemberg-Hohenzollern (Rudolf Weigel)                                                                        |
| Kunstakademie Stuttgart                                                        | Kunsthochschule       | Stuttgart                                                                 | 1829                                                                 | Gau Württemberg-Hohenzollern (Rudolf Weigel)                                                                        |
| Staatliche Akademie für Technik Chemnitz                                       | Akademie              | Chemnitz                                                                  | 1836                                                                 | Gau Sachsen (Artur Knick Georg Beck, 1939–41 Max Clara, 1941–42 Rudolf Heinz, 1943–45 Kurt Säuberlich, 1945)        |
| Forsthochschule Eberswalde                                                     | Hochschule            | Eberswalde                                                                | 1830                                                                 | Gau Mark Brandenburg (Albrecht Burchard, 1935–38)                                                                   |
| Reichshochschule Mozarteum                                                     | Musikhochschule       | Salzburg                                                                  | 1841                                                                 | Reichsgau Salzburg                                                                                                  |
| Kunstakademie Königsberg                                                       | Kunsthochschule       | Königsberg                                                                | 1841                                                                 | Gau Ostpreußen (Hans-Bernhard von Grünberg, 1935–39)                                                                |
| Staatliche Hochschule für Musik, Musikerziehung und darstellende Kunst Leipzig | Kunsthochschule       | Leipzig                                                                   | 1843                                                                 | Gau Sachsen (Artur Knick Georg Beck, 1939–41 Max Clara, 1941–42 Rudolf Heinz, 1943–45 Kurt Säuberlich, 1945)        |
| Sächsische Akademie der Wissenschaften zu Leipzig                              | Akademie              | Leipzig                                                                   | 1846                                                                 | Gau Sachsen (Artur Knick Georg Beck, 1939–41 Max Clara, 1941–42 Rudolf Heinz, 1943–45 Kurt Säuberlich, 1945)        |
| Staatliche Akademie der Tonkunst, Hochschule für Musik in München              | Musikhochschule       | München                                                                   | 1846                                                                 | Gau München-Oberbayern (Wilhelm Führer, 1935–39 Julius Schulte-Frohlinde)                                           |
| Hochschule für Musik Köln                                                      | Musikhochschule       | Köln                                                                      | 1846                                                                 | Gau Köln-Aachen (Karl F. Chudoba, 1938–45)                                                                          |
| Akademie der Wissenschaften in Wien                                            | Akademie              | Wien                                                                      | 1847                                                                 | Reichsgau Wien (Kurt Knoll, 1939–45)                                                                                |
| Konservatorium der Reichshauptstadt Berlin                                     | Musikhochschule       | Berlin                                                                    | 1850                                                                 | Gau Berlin (Willi Willing, 1935–44 Heinz Zeiss, 1944–45)                                                            |
| Akademie für Musik, Theater und Tanz Dresden                                   | Musikhochschule       | Dresden                                                                   | 1856                                                                 | Gau Sachsen (Artur Knick Georg Beck, 1939–41 Max Clara, 1941–42 Rudolf Heinz, 1943–45 Kurt Säuberlich, 1945)        |
| Staatliche Hochschule für Musik in Stuttgart                                   | Musikhochschule       | Stuttgart                                                                 | 1857                                                                 | Gau Württemberg-Hohenzollern (Rudolf Weigel)                                                                        |
| Hochschule für Baukunst, bildende Künste und Handwerk in Weimar                | Hochschule            | Weimar                                                                    | 1860                                                                 | Gau Thüringen (Karl Astel, 1938–45)                                                                                 |
| Reichshochschule für angewandte Kunst Wien                                     | Kunsthochschule       | Wien                                                                      | 1867                                                                 | Reichsgau Wien (Kurt Knoll, 1939–45)                                                                                |
| Staatliche Hochschule für Kunsterziehung                                       | Kunsthochschule       | Berlin                                                                    | 1869                                                                 | Gau Berlin (Willi Willing, 1935–44 Heinz Zeiss, 1944–45)                                                            |
| Staatliche akademische Hochschule für Musik                                    | Musikhochschule       | Berlin                                                                    | 1869                                                                 | Gau Berlin (Willi Willing, 1935–44 Heinz Zeiss, 1944–45)                                                            |
| Staatliche Hochschule für Musik in Weimar                                      | Musikhochschule       | Weimar                                                                    | 1872                                                                 | Gau Thüringen (Karl Astel, 1938–45)                                                                                 |
| Klindworth-Scharwenka-Konservatorium                                           | Musikhochschule       | Berlin                                                                    | 1893                                                                 | Gau Berlin (Willi Willing, 1935–44 Heinz Zeiss, 1944–45)                                                            |
| Handelshochschule Leipzig                                                      | Handelshochschule     | Leipzig                                                                   | 1898                                                                 | Gau Sachsen (Artur Knick Georg Beck, 1939–41 Max Clara, 1941–42 Rudolf Heinz, 1943–45 Kurt Säuberlich, 1945)        |
| Hochschule für Welthandel                                                      | Handelshochschule     | Wien                                                                      | 1898                                                                 | Reichsgau Wien (Kurt Knoll, 1939–45)                                                                                |
| Hochschule für Druck und Medien                                                | Hochschule            | Stuttgart                                                                 | 1903                                                                 | Gau Württemberg-Hohenzollern (Rudolf Weigel)                                                                        |
| Wirtschaftshochschule Berlin                                                   | Handelshochschule     | Berlin                                                                    | 1906                                                                 | Gau Berlin (Willi Willing, 1935–44 Heinz Zeiss, 1944–45)                                                            |
| Heidelberger Akademie der Wissenschaften                                       | Akademie              | Heidelberg                                                                | 1909                                                                 | Gau Baden (Ernst Krieck, ab 1935)                                                                                   |
| Handelshochschule Königsberg                                                   | Handelshochschule     | Königsberg                                                                | 1915                                                                 | Gau Ostpreußen (Hans-Bernhard von Grünberg, 1935–39)                                                                |
| Hindenburg-Hochschule Nürnberg                                                 | Handelshochschule     | Nürnberg                                                                  | 1918                                                                 | Gau Franken (Hans Molitoris)                                                                                        |
| Hochschule für Politik                                                         | Hochschule            | Berlin                                                                    | 1920                                                                 | Gau Berlin (Willi Willing, 1935–44 Heinz Zeiss, 1944–45)                                                            |
| Hochschule für Lehrerbildung Lauenburg                                         | Hochschule            | Lauenburg in Pommern                                                      | 1933                                                                 | Gau Pommern (Otto Stickl, ab 1936 Karl Reschke Kurt Wilhelm-Kästner, 1941–42 Carl Engel, 1942–45)                   |
| Staatsakademie für Rassen- und Gesundheitspflege                               | Akademie              | Dresden                                                                   | 1934                                                                 | Gau Sachsen (Artur Knick Georg Beck, 1939–41 Max Clara, 1941–42 Rudolf Heinz, 1943–45 Kurt Säuberlich, 1945)        |
| Nordische Kunsthochschule                                                      | Kunsthochschule       | Bremen                                                                    | 1934                                                                 | Gau Weser-Ems |
| Militärärztliche Akademie                                                      | Akademie              | Berlin                                                                    | 1934 (Erstgründung 1795)                                             | Gau Berlin (Willi Willing, 1935–44 Heinz Zeiss, 1944–45)                                                            |
| Medizinische Akademie Danzig                                                   | Hochschule            | Danzig                                                                    | 1935                                                                 | Reichsgau Danzig-Westpreußen                                                                                        |
| Deutsche Film-Akademie                                                         | Akademie              | Potsdam-Babelsberg                                                        | 1938                                                                 | Gau Mark Brandenburg (Albrecht Burchard, 1935–38)                                                                   |
| Braunschweigische Staatsmusikschule                                            | Musikhochschule       | Braunschweig                                                              | 1938                                                                 | Gau Südhannover-Braunschweig (Arthur Schürmann, 1935–1942 Helmut Pfannmüller, 1942–45)                              |
| Hochschule für Musik und Darstellende Kunst Frankfurt am Main                  | Kunsthochschule       | Frankfurt am Main                                                         | 1938                                                                 | Gau Hessen-Nassau (Enno Freerksen Heinrich Cordes, 1939 Heinrich Guthmann, 1940–44 Heinrich Wilhelm Kranz, 1944–45) |
| Staatliche Hochschule für Musikerziehung in Graz                               | Musikhochschule       | Graz                                                                      | 1939 (Konservatorium 1920)                                           | Reichsgau Steiermark (Adolf Härtel Armin Dadieu, 1943–45)                                                           |
| Hochschule für Bibliotheks- und Informationswesen                              | Hochschule            | Stuttgart                                                                 | 1942                                                                 | Gau Württemberg-Hohenzollern (Rudolf Weigel)                                                                        |
| Braunschweigische Wissenschaftliche Gesellschaft                               | Akademie              | Braunschweig                                                              | 1943                                                                 | Gau Südhannover-Braunschweig (Arthur Schürmann, 1935–1942 Helmut Pfannmüller, 1942–45)                              |